# Sonerila rhombifolia
Sonerila rhombifolia är en tvåhjärtbladig växtart som beskrevs av George Henry Kendrick Thwaites. Sonerila rhombifolia ingår i släktet Sonerila och familjen Melastomataceae. Inga underarter finns listade i Catalogue of Life.